# بات دين
بات دين (بالإنجليزية: Pat Dean)‏ هو لاعب محترف لكرة القاعدة ‏ أمريكي، ولد في 25 مايو 1989 في واتربوري في الولايات المتحدة.

## وصلات خارجية
- تربيتة دين على موقع دوري كرة القاعدة الرئيسي (الإنجليزية)
- تربيتة دين على موقع دوري كوريا الجنوبية لكرة القاعدة (الإنجليزية)
- تربيتة دين على موقعبيزبول رفرنس.كوم (الدوري الرئيسي) (الإنجليزية)
- تربيتة دين على موقعبيزبول رفرنس.كوم (الدوري الثانوي) (الإنجليزية)
- تربيتة دين على موقع إي إس بي إن.كوم (أم.أل.بي) (الإنجليزية)
- تربيتة دين على موقع مشجعي الرسوم البيانية (الإنجليزية)